# IOK-1
IOK-1銀河（アイオーケーワンぎんが、英語：IOK-1 Galaxy）は、かみのけ座の方角に遠く離れた銀河である。ビッグバン後約7億5千万年に生成された銀河である。2006年に発見された時点では、赤方偏移6.96と、それまで発見された中で最も古く最も遠い銀河であった。この銀河は、2006年4月に国立天文台の家正則が国立天文台ハワイ観測所すばる望遠鏡を用いて発見し、128.8億光年の距離にあると推定された。
ライマンα線の放射の赤方偏移は6.96で、ビッグバンが起こってからちょうど7.5億年後に相当する。Abell 1835 IR1916等、他の天体の方が古いと主張する科学者もいたが、IOK-1の年齢と組成はより信頼性高く求められていた。
”IOK”は、発見者の家、太田、柏川の頭文字を表す。